# 1637
Реформація •  Епоха великих географічних відкриттів •  Ганза •  Нідерландська революція •  Річ Посполита •  Запорозька Січ

## Геополітична ситуація
Османську імперію очолює Мурад IV (до 1640). Під владою османського султана перебувають Близький Схід та Єгипет, Середземноморське узбережжя Північної Африки, частина Закавказзя, значні території в Європі: Греція, Болгарія та Сербія. Васалами османів є Волощина та Молдова.
Священна Римська імперія — наймогутніша держава Європи. Її територія охоплює, крім німецьких земель, Угорщину з Хорватією, Богемію, Північну Італію. Її імператором є Фердинанд III з родини Габсбургів (до 1647). На території імперії триває Тридцятирічна війна.
Габсбург Філіп IV Великий є королем Іспанії (до 1665) та Португалії. Йому належать Іспанські Нідерланди, південь Італії, Нова Іспанія, Нова Гранада та Нова Кастилія в Америці, Філіппіни. Португалія, попри правління іспанського короля, залишається незалежною. Вона має володіння в Бразилії, в Африці, в Індії, на Цейлоні, в Індійському океані й Індонезії.
Північ Нідерландів займає Республіка Об'єднаних провінцій. Король Франції — Людовик XIII Справедливий (до 1643). Королем Англії є Карл I (до 1640). Король Данії та Норвегії — Кристіан IV Данський (до 1648), королева Швеції — Христина I (до 1654). На Апеннінському півострові незалежні Венеціанська республіка та Папська область.
Королем Речі Посполитої, якій належать українські землі, є Владислав IV Ваза (до 1648). На півдні України існує Запорозька Січ.
Царем Московії є Михайло Романов (до 1645). Існують Кримське ханство, Ногайська орда.
В Ірані правлять Сефевіди.
Значними державами Індостану є Імперія Великих Моголів, Біджапурський султанат, султанат Голконда, Віджаянагара. У Китаї править династія Мін, маньчжури утворили династію Цін. У Японії триває період Едо.

## Події

### Україна
- У травні на Лівобережжі спалахнуло повстання Павлюка. Згодом воно перекинулося на Правобережжя.
- 6 грудня відбувся Кумейківський бій між козацьким і польсько-шляхетським військами, в якому козаки Павлюка зазнали поразки.
- У Києві православні остаточно здобули перемогу в боротьбі з уніатами.
- Донські та запорозькі козаки захопили Азов. Почалося Азовське сидіння.

### Світ
- 15 лютого Фердинанд III Габсбург став імператором Священної Римської імперії.
- Крах тюльпаноманії в Нідерландах.
- Вісімдесятирічна війна:
  - Іспанський флот розгромив англійсько-нідерландський конвой із 44 суден біля берегів Корнуолу.
  - Нідерландці захопили в португальців Елміну на Золотому березі в Африці.
  - Нідерландці повернули собі місто Бреда.
- Триває Тридцятирічна війна.
- Триває війна між Францією та Іспанією.
- Діву Марію проголошено королевою Генуї.
- В Англії побудовано трипалубний лінкор вищого рівня Sovereign of the Seas.
- Колоністи, послані Якобом Кеттлером, заснували курлярдське поселення на Тобаго.
- Массачусетські колоністи знищили індіанське плем'я пакотів на Містік-рівер.
- Маньчжури вдруге вторглися в Корею і змусили Чосонський уряд визнати себе васалами.
- У Японії почалося Сімабарське повстання.

### Наука
- Рене Декарт видає трактат «Розправу про метод», у якому, зокрема, запровадив прямокутну систему координат, що отримала назву декартової.
- П'єр Ферма залишив на полях нотатника запис, якому судилося стати джерелом великої теореми Ферма.
- Китайський науковець Сун Їнсін опублікував енциклопедію Тянь гун кай у.

### Культура
- 13 травня, пам'ятаючи про ворогів і боячись змови, французький кардинал Рішельє наказав закруглити всі ножі, що використовувались під час трапез — так з'явився звичний нині столовий ніж.
- У Парижі вперше поставлено трагікомедію Корнеля «Сід».

## Народились
Див. також Категорія:Народились 1637
- 12 лютого — Ян Сваммердам, голландський фізіолог, який відкрив червоні кров'яні тіла

## Померли
Див. також Категорія:Померли 1637